# Stazione di Alcalá de Henares
La stazione di Alcalá de Henares è una stazione ferroviaria a servizio del comune di Alcalá de Henares, in Plaza de la Estación, sulla ferrovia Madrid-Barcellona.

## Storia
Nel 1859 la compagnia ferroviaria MZA inaugurò la ferrovia Madrid-Saragozza che includeva questa stazione.
Con la riforma di RENFE e la nascita di Cercanías Renfe, Alcalá de Henares entrò a far parte della rete di Cercanías di Madrid.

## Servizi
- Parcheggio di scambio

## Movimento
La realizzazione della ferrovia ad alta velocità tra Madrid e Barcellona ha portato a una drastica riduzione del traffico a lunga percorrenza dalla stazione di Guadalajara. L'ultimo treno a circolare è stato il Tren Estrella Costa Brava, ritirato nel 2015.
Al contrario, il traffico a media distanza, operato dalla divisione Media Distancia della società Renfe Operadora, non è stato influenzato dall'arrivo dell'alta velocità, tanto che la stazione è servita ancora oggi da quattro-cinque treni al giorno in ogni direzione. Tra le destinazioni principali vi sono Madrid, Saragozza, Sigüenza, Arcos de Jalón e Soria.
Dalla stazione di Alcalá de Henares transitano i treni delle linee C-2 e C-8 della rete di Cercanías di Madrid, nonché i servizi espressi, chiamati CIVIS, della linea C-2. La linea C-7 effettua qui il capolinea.